# Quatre dies de Dunkerque 2014
Els Quatre dies de Dunkerque 2014 foren la 60a edició dels Quatre dies de Dunkerque. La cursa es disputà en cinc etapes entre el 7 i l'11 de maig de 2014, amb inici i final a Dunkerque. La cursa formà part de l'UCI Europa Tour, amb una categoria 2.HC.
El vencedor final fou, per segon any consecutiu, el francès Arnaud Démare (FDJ), el qual es col·locà líder en finalitzar la primera etapa i ja no abandonà aquesta posició fins al final de la cursa. En segona i tercera posició finalitzaren respectivament el francès Sylvain Chavanel (IAM Cycling) i el danès Michael Valgren (Team Tinkoff-Saxo), ambdós a sis segons del vencedor.
En les classificacions secundàries Démare també guanyà la classificació per punts i dels joves, mentre Rudy Kowalski (Roubaix Lille Métropole) guanyà la muntanya. L'AG2R La Mondiale guanyà la classificació per equips.

## Equips
Disset equips prenen part en aquesta edició dels Quatre dies de Dunkerque: cinc ProTeams, set equips continentals professionals i cinc equips continentals.
equips World TourAG2R La Mondiale, Team Europcar, FDJ, Giant-Shimano, Team Tinkoff-Saxo
equips continentals professionalsBretagne-Séché Environnement, Cofidis, IAM Cycling, MTN Qhubeka, NetApp-Endura, Topsport Vlaanderen-Baloise, Wanty-Groupe Gobert
equips continentalsBigMat-Auber 93, La Pomme Marseille 13, Roubaix Lille Métropole, Veranclassic-Doltcini, Wallonie-Bruxelles

## Etapes
| Etapa | Data       | Recorregut                      |             | Km  | Vencedor d'etapa       | Líder de la general | Ref.  |
| ----- | ---------- | ------------------------------- | ----------- | --- | ---------------------- | ------------------- | ----- |
| 1a    | 7 de maig  | Dunkerque – Coudekerque-Branche | Etapa plana | 162 | Arnaud Démare (FRA)    | Arnaud Démare (FRA) | [ 2 ] |
| 2a    | 8 de maig  | Hazebrouck – Orchies            | Etapa plana | 160 | Arnaud Démare (FRA)    | Arnaud Démare (FRA) | [ 3 ] |
| 3a    | 9 de maig  | Fruges – Calais                 | Etapa plana | 182 | Sylvain Chavanel (FRA) | Arnaud Démare (FRA) | [ 4 ] |
| 4a    | 10 de maig | Ardres – Licques                | Etapa plana | 188 | Thierry Hupond (FRA)   | Arnaud Démare (FRA) | [ 5 ] |
| 5a    | 11 de maig | Saint-Pol-sur-Mer – Dunkerque   | Etapa plana | 170 | Jimmy Engoulvent (FRA) | Arnaud Démare (FRA) | [ 1 ] |

## Classificació final

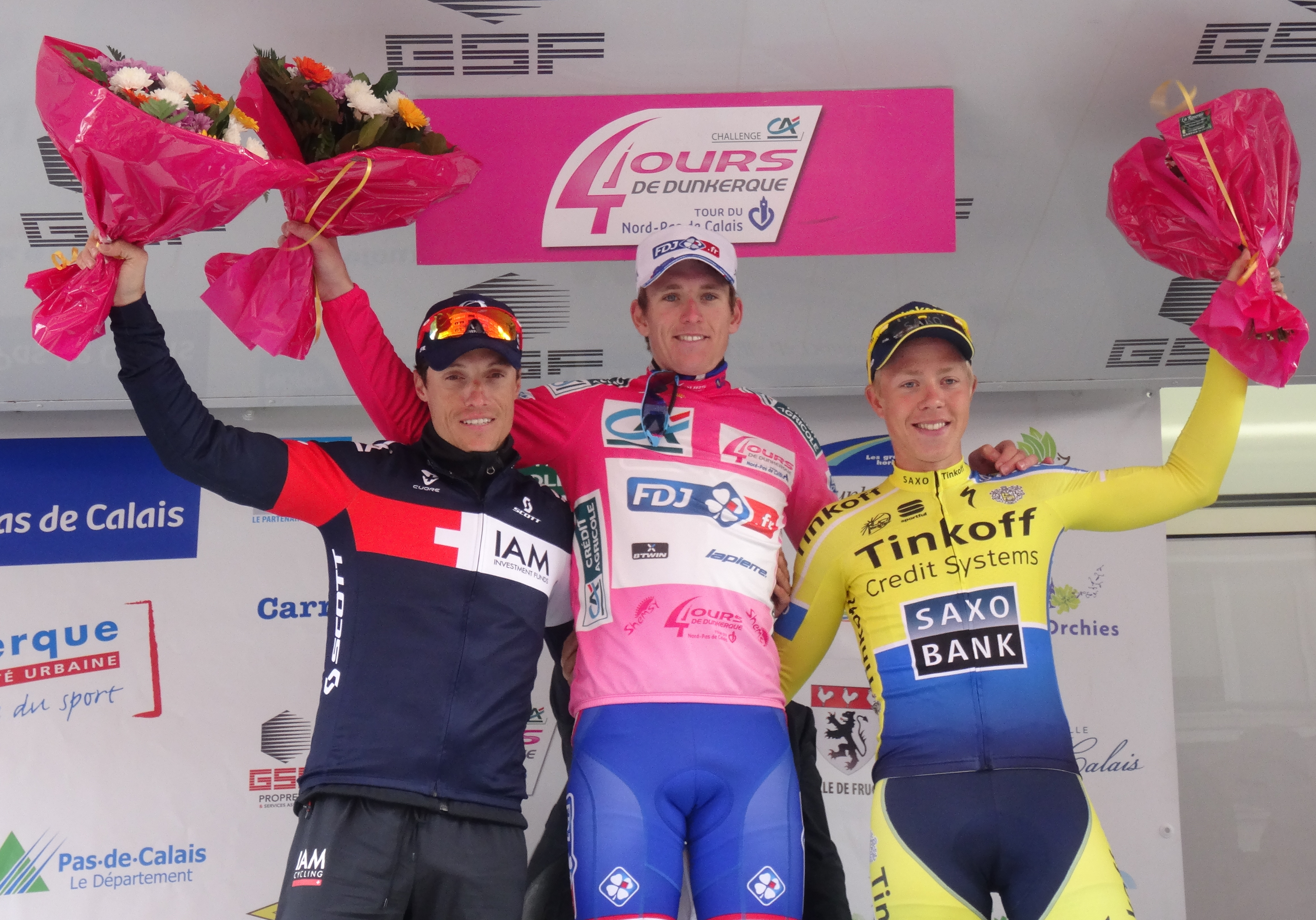
Sylvain Chavanel (2), Arnaud Démare (1) i Michael Valgren (3).

|    | Ciclista                 | Equip                       | Temps       |
| -- | ------------------------ | --------------------------- | ----------- |
| 1  | Arnaud Démare (FRA)      | FDJ                         | 22h 14' 25" |
| 2  | Sylvain Chavanel (FRA)   | IAM Cycling                 | + 6"        |
| 3  | Michael Valgren (DEN)    | Team Tinkoff-Saxo           | + 6"        |
| 4  | Samuel Dumoulin (FRA)    | AG2R La Mondiale            | + 22"       |
| 5  | Sébastien Delfosse (BEL) | Wallonie-Bruxelles          | + 22"       |
| 6  | Florian Sénéchal (FRA)   | Cofidis                     | + 29"       |
| 7  | Pieter Jacobs (BEL)      | Topsport Vlaanderen-Baloise | + 46"       |
| 8  | Yannick Martinez (FRA)   | Team Europcar               | + 50"       |
| 9  | Steven Tronet (FRA)      | BigMat-Auber 93             | + 52"       |
| 10 | Jan Ghyselinck (BEL)     | Wanty-Groupe Gobert         | + 52"       |

## Evolució de les classificacions
| Etape | Vencedor         | Classificació general | Classificació per punts | Classificació de la muntanya | Classificació dels joves | Classificació per equips    |
| ----- | ---------------- | --------------------- | ----------------------- | ---------------------------- | ------------------------ | --------------------------- |
| 1     | Arnaud Démare    | Arnaud Démare         | Arnaud Démare           | Manuele Boaro                | Arnaud Démare            | FDJ                         |
| 2     | Arnaud Démare    | Arnaud Démare         | Arnaud Démare           | Manuele Boaro                | Arnaud Démare            | Topsport Vlaanderen-Baloise |
| 3     | Sylvain Chavanel | Arnaud Démare         | Arnaud Démare           | Flavien Dassonville          | Arnaud Démare            | AG2R La Mondiale            |
| 4     | Thierry Hupond   | Arnaud Démare         | Arnaud Démare           | Rudy Kowalski                | Arnaud Démare            | AG2R La Mondiale            |
| 5     | Jimmy Engoulvent | Arnaud Démare         | Arnaud Démare           | Rudy Kowalski                | Arnaud Démare            | AG2R La Mondiale            |
| Final | Final            | Arnaud Démare         | Arnaud Démare           | Rudy Kowalski                | Arnaud Démare            | AG2R La Mondiale            |